# Thilay
Thilay är en kommun i departementet Ardennes i regionen Grand Est (tidigare regionen Champagne-Ardenne) i nordöstra Frankrike. Kommunen ligger  i kantonen Monthermé som ligger i arrondissementet Charleville-Mézières. År 2022 hade Thilay 983 invånare.

## Befolkningsutveckling
Antalet invånare i kommunen Thilay
Referens: INSEE